# É Proibido Pensar
É Proibido Pensar é o décimo primeiro álbum de estúdio do cantor João Alexandre, lançado em 2007 pela gravadora VPC Produções. Elogiada pela crítica especializada, a obra une canções de críticas na superficialidade na música e no meio religioso em geral. A canção título provocou grande polêmica na música cristã.

## Gravação
O álbum marca mais de 25 anos de carreira solo do cantor, com repertório predominantemente inédito, e foi gravado entre julho e setembro de 2007. O cantor gravou "Credo Apostólico", uma adaptação de Stênio Nogueira, e "Te Vejo, Poeta", de Guilherme Kerr Neto. Mas o destaque do álbum acabou sendo a faixa-título, "É Proibido Pensar", uma crítica generalizada ao meio evangélico. Sobre o álbum, o cantor disse:

É um profundo convite à reflexão. Ser cristão é simplesmente ser, sem rótulos nem modismo, sem máscaras nem títulos, muito menos negociações com o Céu! É entender que tudo o que somos e não somos, que temos ou não temos, são frutos da Graça...

## Lançamento e recepção
| Críticas profissionais | Críticas profissionais |
| Avaliações da crítica  | Avaliações da crítica  |
| Fonte                  | Avaliação              |
| ---------------------- | ---------------------- |
| Super Gospel           | [ 3 ]                  |

É Proibido Pensar foi lançado pela gravadora VPC Produções em formato físico. O álbum recebeu uma avaliação favorável de Roberto Azevedo, em texto para o Super Gospel. Ele elogiou o repertório e as performances do cantor, bem como a faixa-título. Roberto argumentou que a música "alerta para a infertilidade do pensamento cristão que tem sido observado no excesso de repetições de temas na música gospel nacional. Trata também de forma bem sutil da comercialização do evangelho e o que isso causado no nosso meio".
Em 2016, o álbum foi eleito o 29º melhor disco da década de 2000, de acordo com lista publicada pelo Super Gospel.

## Faixas
1. "Na Tua presença"
2. "Credo apostólico"
3. "Te vejo, poeta"
4. "Anjos"
5. "Feirante"
6. "Paz e comunhão"
7. "É proibido pensar"
8. "Pai nosso"
9. "Que segurança"
10. "Trabalho esperança"
11. "Vou pescar"
12. "O que bem quiseres"